# Жуковка (Мордовия)
Жуковка — село в Зубово-Полянском районе Мордовии России. Административный центр Жуковского сельского поселения.

## История
Село основано после отмены крепостного права переселенцами из села Булдыгино.

## Население
| 2002 | 2010 |
| ---- | ---- |
| 552  | ↘467 |

### Национальный состав
Согласно результатам Всероссийской переписи населения 2002 года, в национальной структуре населения мордва-мокша составляла 98 %.

## Улицы
| - ул. Гора, - ул. Заречная, - ул. Лесная, - ул. Московская, | - ул. Рабочая, - ул. Садовая, - ул. Центральная, - ул. Школьная. |